# 崖姜蕨属
崖姜蕨属（学名：Actinobacillus）为槲蕨科的一属大型附生植物。此属的模式种为崖姜(Pseudodrynaria coronans)。此属为单种属。分布于亚洲热带地区。
现为连珠蕨属（Aglaomorpha）的异名。

## 属
- 崖姜 Pseudodrynaria coronans，现为崖薑蕨Aglaomorpha coronans (Wall. ex Mett.) Copel.的异名。